# فحص الركبة
يفحص الطبيب الركبة طبيًا أو خلال العلاج الطبيعي كجزء من الفحص الجسمي، أو عندما يعاني المريض من آلام في الركبة أو تاريخ مرضي يشير إلى اضطراب في مفصل الركبة.
يتضمن الفحص عدة أجزاء:
- الوضعية واللون والالتفاف
- المعاينة
- الجس
- الحركة

يمكن تذكر الخطوات الثلاث الأخيرة بجملة: انظر، اشعر، تحرّك.

## أخذ القصة المرضية
قبل إجراء الفحص الجسمي لمفصل الركبة، يسأل الطبيب عن تاريخ الحالة المرضية. قد تساعد معرفة التاريخ المرضي الشامل في تحديد الموقع المرضي المحتمل أثناء الفحص البدني. يسأل الطبيب عن آلية الإصابة، وموقعها، وطبيعة آلام الركبة، وسماع صوت «فرقعة» عند حدوث الإصابة (يشير إلى تمزق أو كسر في الرباط)، والتورم، والالتهابات، والقدرة على الوقوف أو المشي، والإحساس بعدم ثبات المفصل (يوحي ذلك بوجود خلع جزئي)، أو أي إصابات رضية سابقة للمفصل. أكثر مشاكل الركبة شيوعًا هي: التهاب الأنسجة الرخوة أو الرض أو هشاشة العظام. تعطي آلية إصابة الركبة فكرة عن الأنسجة والأعضاء المصابة. قد يسبب الجهد الناتج عن التشوه الأروح في القدم أو الساق تمزق الرباط الجانبي الإنسي، وفي الوقت نفسه قد يسبب الجهد الناجم عن التشوه الأفحج تمزق الرباط الجانبي الوحشي. قد يتمزق الرباط الصليبي الأمامي عندما يبطّئ، أو يلتوي، أو يدور المريض بالاتجاه الأروح فجأة أثناء الجري. قد يسبب الخلع الخلفي لعظم الظنبوب إصابة الرباط الصليبي الخلفي. يسبب الالتواء والدوران حول محور أثناء حمل الوزن تمزقًا في الغضروف المفصلي. كسور الركبة أقل شيوعًا ولكن يجب أخذها في الاعتبار إذا حدثت صدمة مباشرة على الركبة أثناء السقوط. من أمثلة الكسور التي تشمل مفاصل الركبة: كسور الهضبة الظنبوبية، وكسور اللقمة الوحشية لعظم الفخذ، ولقمة عظم الفخذ الأنسية، وكسور الرضفة.
بالنسبة للأسباب غير الرضية لألم الركبة، يجب أن يُسأل عن تاريخ الحالة مثل الحمى، ووجود التيبس الصباحي، والألم بعد التمرين، والالتهابات، والإصابة بالنقرس أو بالصدفية، والأنشطة السابقة التي تضمنت إفراطًا في استخدام مفصل الركبة على المدى الطويل. آلام الركبة الناتجة عن الإفراط في الاستخدام على المدى الطويل هي آلام متزايدة. فمثلًا، قد يسبب القفز المتكرر في التهاب الوتر الرضفي، والركوع المتكرر التهاب الجراب الزلالي أمام الرضفة.

## الفحص العام
يبدأ الفحص الجسمي للركبة من خلال مراقبة مشية المريض لتقييم وجود أي تشوهات قد تظهر أثناء المشي. يمكن استخدام تقييم المشية للتمييز بين ألم الركبة الحقيقي أو الألم الناجم عن الورك أو أسفل الظهر أو القدم. قد يطلب الطبيب من المريض أداء مشية البط، إذ يجلس المريض بوضعية القرفصاء ويمشي في هذه الوضعية. في حال استطاع المريض أداء مشية البط، سيكون خاليًا من حالات تمزق الأربطة وانصباب مفصل الركبة وتمزق الغضروف المفصلي. قد يطلب الطبيب أيضًا من المريض الوقوف والقدمين عالقتَين معًا. تساعد هذه الوضعية في ملاحظة وجود التشوه الأروح أو التقوس في الركبتين، مما يدل على هشاشة العظام. يمكن قياس محيط كل فخذ للتحري عن ضياع في عضلاته. يتأمل الطبيب أيضًا الجلد حول الركبة من أجل الصدفية أو الورم الدموي أو الطفح الجلدي أو السحجات أو التمزقات أو التهاب النسيج الخلوي والتي قد تشكل أسبابًا مهمة لأمراض الركبة.